# Барково (Ливенский район)
Барково — деревня в Ливенском районе Орловской области России. 
Входит в Беломестненское сельское поселение в рамках организации местного самоуправления и в Беломестненский сельсовет в рамках административно-территориального устройства.

## География
Расположена в 2 км от юго-западной границы райцентра, города Ливны, и в 120 км к юго-востоку от центра города Орёл.
В 4 км к северо-востоку находится центр сельского поселения (сельсовета) — слобода Беломестное.

## Население
| 2002 | 2010 |
| ---- | ---- |
| 503  | ↗542 |

Согласно результатам переписи 2002 года, в национальной структуре населения русские составляли 89 % от жителей.